# Madame Récamier (Gros)
Retrato de Madame Recamier es una pintura del artista francés Antoine-Jean Gros de 1825.  

## Descripción
El cuadro es un óleo sobre lienzo y tiene unas dimensiones de 62,3 x 51,2 cm.
El retrato de medio cuerpo sobre un fondo oscuro neutro es de estilo romántico. Presenta a Madame Récamier en su madurez. Gran belleza de su época, había sido retratada en su juventud por Jacques-Louis David y François Gérard, en la época en que llevaba una vida cosmopolita en París mientras residía en el consulado de la ciudad. Era conocida por sus fastuosas veladas en el Palacio de la Rue Mont Blanc, a las que asistían artistas, escritores, actores y políticos contemporáneos. El retrato fue pintado más tarde, pero muestra sus aun bellas facciones y sus elegantes manos cruzadas bajo el pecho. 

## Procedencia
La pintura fue expuesta en la Galería Strossmayer, en Zagreb. Es propiedad de la Academia Croata de Ciencias y Artes de Zagreb. Fue donada en 1903 por el noble francés Eugène-Emmanuel-Ernst Halvin, marqués Penn.  